# 科拉萊斯 (新墨西哥州)
科拉萊斯（英語：Corales）是位於美國新墨西哥州桑多瓦爾縣的村。

## 人口
根據2020年美國人口普查的數據，科拉萊斯的面積為28.37平方千米，當中陸地面積為27.94平方千米，而水域面積為0.43平方千米。當地共有人口8493人，而人口密度為每平方千米299人。